# Artax Film
Artax Film är ett svenskt produktionsbolag, grundat av Claudio Marino. Bolaget har regisserat och producerat ett flertal musikvideos och dokumentärer, varav "Adam the Apostate" (2020) är den senaste som också genererat mest publicitet. "Adam the Apostate" följer den polske black metal-musikern Nergal (Adam Darski) i bandet Behemoth. 

## Filmografi (dokumentärer)
- Blood and Spirit [3] (2014)
- Fight, Blood and Spirit[4] (2015)
- Music, Blood and Spirit (2016)
- Cold Void[5] (2017)
- Adam the Apostate[6] (2020)

## Filmografi (musikvideos)
- Ghost - He is (lyric video)
- The open up and bleeds - Nothing[7]
- Satan takes a holiday - A new sensation[8]
- Entombed A.D - Torment remains[9]
- Priest - Obey[10]
- Watain - Nuclear Alchemy[11]
- King Dude - Forty fives say six, six, six[12]
- Behemoth - A forest feat. Niklas Kvarforth[13]
- Tribulation - Funeral pyre[14]